# Eugenia Nosach
Eugenia Yasmín Nosach (Buenos Aires, 31 de marzo de 1993) es una jugadora argentina de voleibol que se desempeña en la posición de opuesta. Formó parte del equipo de Boca Juniors, con el que logró varios títulos antes de pasar al voley europeo. Junto a la Selección femenina de voleibol de Argentina formó parte del plantel de los Juegos Olímpicos de Tokio 2020, entre otras competencias.

## Biografía
Nacida en la capital pero criada en el municipio de Avellaneda, comenzó la práctica del voleibol a los siete años en los clubes barriales Amor y Lucha y Estrella de Echenagucia. En 2008 comenzó a entrenar en Boca Juniors, para hacer su debut en mayores en el año 2010. Poco después fue convocada a la selección Sub-23 para participar en el Campeonato Mundial de Voleibol Femenino Sub-23 de 2013, pasando a la selección mayor para participar en los Juegos Suramericanos de 2014, en donde el equipo argentino consiguió la medalla de oro. Paralelamente comenzó estudios universitarios en kinesiología, lo que le permitió participar en los Juegos Mundiales Universitarios Taipei 2017 como parte del equipo argentino de voleibol. Con la selección luego disputaría otros torneos como el Campeonato Sudamericano de 2015 o el Grand Prix de Voleibol de 2014 pero su mayor logro sería el participar en los Juegos Olímpicos de Tokio 2020 representando a Las Panteras.
A nivel de clubes, tras debutar en la Liga Femenina de Voleibol Argentino en la temporada 2009/10, rápidamente se integró al equipo titular, participando en las ediciones 2012 y 2014 del Campeonato Sudamericano de Clubes de Voleibol Femenino, donde Boca Juniors consiguió un subcampeonato y un tercer puesto, respectivamente. En 2019 sería transferida al Club Voleibol Emevé español, antes de retornar a Boca ese mismo año. El 2021 la vería partir nuevamente a Europa, esta vez pasando por los clubes Leixões SC y Porto F.C. de Portugal, antes de retornar brevemente a Boca para lograr el título de la Copa Metropolitana 2022. En el club porteño ha compartido plantel con su hermana, Natasha Nosach, quien se sumó al equipo mayor en 2021.En las temporadas 2022/23 y 2023/24 continuó en el voleibol portugués, esta vez en el PV Efanor, donde conquistó la Copa portuguesa, además de un segundo puesto en liga y en la Supercopa portuguesa. A lo largo de las dos temporadas, Nosach se alzó en varias ocasiones con el premio a MVP del partido, a la vez que logró la marca de ser la máxima anotadora de la Primera División Femenina de Portugal en la temporada 23/24 con 483 tantos.A mediados de 2024 retornó a Boca Juniors para disputar la Copa Metropolitana, al mismo tiempo que se confirmó su fichaje por el Tenerife Libby’s La Laguna de la primera división española para la temporada 24/25 europea.

## Vida personal
Cursó estudios de Kinesiología en la Universidad de Buenos Aires, lo que le permitió participar en la Universiada de 2017, compartiendo plantel junto a Victoria Zabala y Mariángeles Cossar, también compañeras de equipo en Boca.

## Trayectoria
- Boca Juniors (2008-18)
- Emevé Lugo (2019)
- Boca Juniors (2019-21)
- Leixões SC (2021)
- Porto Vólei (2022)
- Boca Juniors (2022)
- PV Efanor (2023-24)
- Boca Juniors (2024)
- Tenerife Libby’s La Laguna (2024-25)

## Palmarés

### Selección Argentina
- Medalla de oro - Juegos Suramericanos de 2014

### Clubes
- Medalla oro - Liga A1 argentina 2017/18, 2014/15, 2013/14, 2011/12
- Medalla de oro - Torneo metropolitano 2017/18
- Medalla de oro - Copa portuguesa 2021/22 (con Leixões SC)
- Medalla de oro - Copa metropolitana 2022
- Medalla de plata - Campeonato Sudamericano de Clubes de Voleibol Femenino 2012
- Medalla de plata - Liga A1 argentina 2015/16, 2012/13
- Medalla de plata - Torneo metropolitano 2015/16
- Medalla de plata - Superliga metropolitana 2016/17
- Medalla de plata - Liga portuguesa 2021/22 (con Leixões SC)
- Medalla de plata - Supercopa portuguesa 2021/22 (con Leixões SC)
- Medalla de bronce - Campeonato Sudamericano de Clubes de Voleibol Femenino 2014
- Medalla de bronce - Liga A1  2020/21, 2016/17
- Medalla de bronce - Superliga metropolitana 2015/16
- Medalla de bronce - Torneo metropolitano 2016/17